# Nana Gichuru
Ephex Kanana Gichuru (14 tháng 12 năm 1986 - 22 tháng 9 năm 2015) là một nữ diễn viên và người dẫn chương trình truyền hình người Kenya. Bà được biết đến rộng rãi với nghệ danh Nana Gichuru. Là một nữ diễn viên, bà được biết đến với vai diễn trong bộ phim truyền hình Noose of Gold, Demigods và How to Find a Husband. Là một người dẫn chương trình, bà đã giới thiệu Interior Designs, một chương trình thực tế của Kenya, trước khi bà qua đời. Bà cũng là thành viên phi hành đoàn của hãng hàng không Kenya Airways. Bà đã kết hôn với Richard Wainaina.

## Nghề nghiệp
Gichuru đóng vai chính trong một số sản phẩm như Noose of Gold vào năm 2010 và Demigods vào năm 2011. Sản xuất mới nhất của bà là một vai trò trong bộ phim hài Làm thế nào để tìm một người chồng và chương trình thực tế Interior Designs.

## Qua đời
Vào khoảng 10 giờ sáng ngày 22 tháng 9 năm 2015, Nana đang đi trên chiếc BMW mui trần của mình trên đường Eastern Bypass, Utawala, khi chiếc xe của bà đâm vào một chiếc xe tải. Bà đã chết ngay tại chỗ, qua đời ở tuổi 28. Cái chết của bà đến mười ngày sau khi bà đã dự đoán cái chết của chính mình trên các trang truyền thông xã hội. Lễ tưởng niệm của bà được tổ chức vào ngày 30 tháng 9 năm 2015 tại Ruaraka Methodist Church. Bà được chôn cất vào ngày 2 tháng 10 năm 2015 tại quê nhà, Kaaga ở Meru.